# علی‌قاسم‌لی
علی‌قاسم‌لی (به ترکی آذربایجانی: Əliqasımlı) یک منطقه مسکونی در جمهوری آذربایجان است که در شهرستان جلیل‌آباد واقع شده است. علی‌قاسم‌لی ۲۵۷۶ نفر جمعیت دارد.